# Unterwerksbau
Als Unterwerksbau bezeichnet man im Bergbau einen Abbau und Grubenbau, der unterhalb der tiefsten Fördersohle liegt. Bis zum Einsatz der Dampfkraft im 19. Jahrhundert konnte nur bei geringen Wasserzuflüssen und entsprechendem Aufwand für die Wasserhaltung unterhalb der Stollensohle gearbeitet werden, was sich bei entsprechendem Kohlevorkommen durchaus noch rentieren konnte. Von den Bergbehörden wurde der Unterwerksbau jedoch zu keiner Zeit gerne gesehen, weil er große Risiken für die Wetterführung und Wasserhaltung beinhaltete.
Beim Unterwerksbau arbeiten die Hauer und Schlepper etwa 5 Meter unter den letzten Sohlen, teilweise auch bis zu etwa 10 Meter darunter. Der Abbau erfolgt ohne bergmännisch erstellte Sohlen und das Abbaugut wie Kohle oder Erz muss dabei auf die letzte Sohle bzw. Hauptfördersohle gehievt werden, von wo aus der Abtransport erfolgt.
Im Ruhrbergbau führte man um 1800 in der Zeche Vollmond die im Unterwerksbau entstehenden Wassermengen durch einen Seigerschacht durch das Deckgebirge ab, während das oberhalb anfallende Wasser weiter durch einen Stollen abgeführt wurde. In den folgenden Jahrzehnten setzte die Entwicklung zum Tiefbau und zur Schachtförderung ein. Beim Ruhrbergbau betrug der Anteil des Unterwerksbaus im Jahr 1912 rund 11 Prozent der gesamten Kohlenförderung, und um 1951 lag dieser Anteil bei etwa 20 Prozent.